# Bam Margera
Brandon Cole "Bam" Margera (28 de setembre de 1979, a West Chester, Pennsilvània) és un skater professional, actor, creador dels vídeos CKY. També és l'estrella del xou de la cadena de televisió MTV Viva La Bam, fundador del segell independent Filthy Note Records i membre del grup Jackass.

## Els vídeos CKY
Bam Margera i un grup d'amics van començar a gravar la seva pròpia pel·lícula en la seva adolescència anomenada CKY (Camp Kill Yourself) en el que incloïen preses de skateboard, vídeos musicals fabricats per ells mateixos, bromes pesades amb cambra oculta, numerets, cops i altres classes d'acrobàcies estúpides. Aquesta primera pel·lícula no va ser gaire reconeguda, degut al seu editatge precari i que les acrobàcies massa simples. Després van fer la segona pel·lícula: CKY2K, amb un editatge més treballat i amb acrobàcies millors, llavors aquí, és quan Bam va començar a ser reconegut i van treure CKY3. Aquesta última pel·lícula està reconeguda pels fans com la millor pel·lícula les acrobàcies són més espectaculars, les preses de skate són millors i un editatge encara més treballat. Després d'aquesta pel·lícula van treure un documental (CKY The documentary "Only for hard die fans") en el que expliquen els components de CKY, les seves experiències, les seves primeres preses i la història. Després de realitzar el documental van fer CKY4, amb coses més actuals i caracteritzades. Alguns dels actors i skaters,a part de Bam, són Brandon Dicamillo, Ryan Dunn, Rake John, April i Phil Margera (Pares de Bam), Jess Margera, Brandon Novak, Kerry Getz, Bastien Salabanzi, Ali Boulala, Arto Saari, Deron Miller, Art Webb, Chris Raab (Raab Himself) entre d'altres.
També CKY és el nom de la banda de metal composta per Jess Margera, Deron Miller i Txad Ginsburg, que han estat banda sonora diverses vegades en Viva la Bam, els vídeos CKY, Jackass i en el video de skate d'Adio (marca de skate}.

## Jackass
Jeff Tremaine va observar els vídeos de Bam i el va incorporar en l'equip de Jackass de MTV. Margera i Ryan Dunn es van convertir en els suports principals del grup mentre que altres membres de l'equip de CKY van col·laborar en menor grau en alguns dels capítols de Jackass. Margera va aparèixer a les 2 pel·lícules de Jackass. Diversos vídeos a la primera pel·lícula eren trossos de preses de CKY filmats als voltants de West Chester, però les escenes similars a la segona pel·lícula van ser tretes després de la detenció de l'oncle, Vincent Margera.
Actualment, Bam, es troba filmant la 3a pel·lícula de Jackass que s'estrenarà l'octubre del 2010.

## Carrera en el skateboarding
Ha aparegut a la pel·lícula Grind com també en Element elementallity, dues pel·lícules basades en el skate.
Bam, el 2005, va realitzar a Phoenix exitosament The Loop, un truc que només 15 persones al món han pogut realitzar, a més va ser el primer skater de carrer a fer-ho.
Actualment Bam és un dels skaters més reconeguts a tot el món. També apareix en la sèrie de videojocs Tony Hawk's Pro Skater, Tony Hawk Underground i Tony Hawk Proving Ground.
Els seus patrocinadors són Destructo trucks, Adio, Element, Fairman's skateshop, Electric, Speed metall bearings.
Va guanyar la seva primera competició el 2007 en els X Games.

## Curiositats
- El sobrenom "Bam bam" prové de la seva infantesa amb uns 12 anys, quan de vegades saltava de la taula del cafè i es donava contra la paret i el seu avi deia que feia bam bam contra tot.
- Les lletres CKY són les inicials de Camp Kill Yourself, una referència la podem trobar a la pel·lícula de 1983 Sleepaway Camp i al grup de música del seu germà (CKY).
- Bam és amic i admirador morbós del líder de la banda de metal finlandès HIM, Ville Valo. Bam té llicència per usar el símbol de la banda, l'heartagram, i a més té diversos tatuatges d'aquest, También sobresurten entre les seves amistats Jyrki 69 i Jussi 69, del grup de rock gòtic finlandesa The 69 Eyes, per a la qual va dirigir el video clip de Lost Boys, èxit de l'esmentada banda. També va protagonitzar un dels seus video clips Dead n' Gone.
- Entre les seves bandes favorites hi ha: HIM, The 69 Eyes, CKY, Rammstein, System of a Down, Motörhead, Slayer, Bloodhound Gang, Gwar, Don Vito, Particle Accelerator, Turbonegro, Cradle Of Filth, Viking Skull, Over Machine, Vaktor, entre d'altres.
- Actualment aquesta casat amb Missy Rothstein Margera
- Bam va escriure el 2009 un llibre que relata 10 anys de la seva vida, Serious As Dog Dirt.
- És amic de Kat Von D.
- Actualment es troba a Londres filmant el seu nou programa de tv Bam's World Domination que s'estrenarà per Spike tv.
- Rumors apunten que es troba separat de la seva esposa Missy i que ja té nova núvia, la qual surt en un video de The 69 Eyes, on també apareix Bam.